# 杜春晏
杜春晏（1889年—1970年），男，吉林大安人，中国皮革工业专家，曾任北京轻工业学院教授，第三、四届全国政协委员。